# Маркиан (узурпатор)
Вижте пояснителната страница за други личности с името Маркиан.
Флавий Маркиан Младши (на латински: Flavius Marcianus; гръцки: Μαρκιανός; † след 484) е внук на император Маркиан и узурпатор 479−480 г. против император Зенон.

## Биография
Син е на императора на Западната Римска империя Антемий и Марция Евфемия, дъщеря на източноримския император Маркиан и Елия Пулхерия. Зет е на императора на Източната Римска империя Лъв I Тракиеца и неговата съпруга Елия Верина. Брат е на Алипия, Антемиол, Ромул и Прокопий Антемий.
Маркиан помага на Верина при сблъсъка с другия ѝ зет, император Зенон, но е победен от генерал Ил.
Маркиан се оженва през 471 г. за Леонция, дъщеря на император Лъв I Тракиеца от Верина и сестра на Елия Ариадна, съпругата на Зенон. Бунтът му става през 479 г. в Константинопол, където той разбива войските на Зенон и го обсажда в двореца му. Войските на Маркиан са подкупени от Ил и самият Маркиан, заедно с братята си Прокопий и Ромул, са пленени. Братята му успяват да избягат. Маркиан е направен свещеник и изпратен в Тарс в Киликия или в Кесария в Кападокия. Успява да избяга с помощта на монаси. През 480 г. в Галация подготвя ново въстание, което е потушено от Трокунд. Маркиан е отново хванат и затворен в крепостта Papyrios или Papurius близо до Тарс, впоследствие използвана като окръжен затвор.
През 484 г. генерал Ил започва въстание против Зенон и освобождава Маркиан. Обещава му императорския трон, решава да го даде обаче на Леонтий и изпраща Маркиан в Италия с молба за помощ (безуспешено) от Одоакър.